# كأس تونس لكرة القدم للسيدات 2006–07
كأس تونس لكرة القدم للسيدات 2006–07 هو الموسم رقم 3 من كأس تونس لكرة القدم للسيدات. تنظمها الجامعة التونسية لكرة القدم والرابطة الوطنية لكرة القدم النسائية.
فاز بهذا الموسم نادي الجمعية الرياضية النسائية بالساحل.

## روابط خارجية
- صفحة كأس تونس لكرة القدم للسيدات على موقع كوووة.
- الموقع الرسمي للجامعة التونسية لكرة القدم.
- كأس تونس لكرة القدم للسيدات على موقع مؤسسة إحصاءات وثيقة لرياضة كرة القدم